# Конон Афінський
Конон Афінський (грец. Κόνων, до 444 до н. е. — після 394 до н. е.) — видатний афінський полководець, син Тимофія.

## Біографія
Починаючи з 414-413 років до н. е. Конон був кілька разів обирався в стратеги, командував сухопутними військами, також був очільником флоту. Замістивши в 406 до н. е. Алківіада в командуванні афінським флотом, Конон не міг, із 70 кораблями в його розпорядженні, протистояти спартанському полководцю Каллікратіду, який мав 170 трієр, і втратив половину флоту. За це був замкнений у Мітиленах. Проте перемога афінян при Аргінуських островах звільнила його.
Страх відповідальності за поразку при Егоспотамах, провина за яку лежала і на ньому, змусила Конона покинути Афіни і віддалитися до Евагора на Кіпр. Коли почалася війна між Спартою і Персією, Конон за допомогою Евагора і перських грошей, створив флот і знищив при Кніді морську могутність Спарти (394 до н. е.), вигнав із багатьох приморських міст спартанських гармостів та спустошив береги Лаконії (393). Тоді він повернувся до Афін, був прийнятий з великою пошаною (393 до н. е.), відновив Довгі стіни і зайняв таке ж високе положення, яке займав перед тим Фрасібул.
Завданням Конона було відновити владу Афін над островами Егейського моря, і йому вдалося багато чого зробити для здійснення цього плану. Коли, через два роки після битви при Кніді, почалося охолодження між Афінами і Персією, Конон вирушив в Сарди на чолі посольства; але сатрап Тірібаз затримав його, як зрадника персів. В Афіни Конон вже не повернувся, але йому вдалося втекти на Кіпр до Евагора, де він і помер. За іншим, менш достовірним повідомленням, Конон помер в Азії, куди сатрап вислав його.